# Hohe Storfen
Hohe Storfen lub Storfen Spitze – szczyt w grupie Villgratner Berge, w Wysokich Taurach w Alpach Wschodnich. Leży w Austrii, we Tyrolu Wschodnim. Leży między Weisse Spitze na zachodzie, a Degenhornem na wschodzie.